# Serena Masino
Serena Masino (née le 24 avril 1983 à Bari) est une joueuse italienne de volley-ball. Elle mesure 1,78 m et joue au poste de passeuse. 

## Clubs
| Club                       | Pays   | De        | À         |
| -------------------------- | ------ | --------- | --------- |
| Eusebio Bari               | Italie | 1996-1997 | 1996-1997 |
| Bari Volley                | Italie | 1997-1998 | 1999-2000 |
| Intissimo Più Andria       | Italie | 2000-2001 | 2000-2001 |
| Bari Volley                | Italie | 2001-2002 | 2002-2003 |
| New Volley Gioia Del Colle | Italie | 2003-2004 | 2003-2004 |
| Jogging Volley Altamura    | Italie | 2004-2005 | 2004-2005 |
| Volley Soverato            | Italie | 2005-2006 | 2006-2007 |
| Volley San Vito            | Italie | 2007-2008 | 2007-2008 |
| Santeramo Sport            | Italie | 2008-2009 | 2008-2009 |
| PM Potenza                 | Italie | 2009-2010 | 2009-2010 |
| Time Volley Matera         | Italie | 2010-2011 | 2010-2011 |
| Verona Volley Femminile    | Italie | 2011-2012 | 2011-2012 |
| Minerva Volley Pavia       | Italie | 2012-2013 | …         |